# Chlamydomonas yellowstonensis
Chlamydomonas yellowstonensis là một loài tảo trong họ Chlamydomonadaceae, thuộc chi Chlamydomonas.